# Iurkivka, Rozdilna
Iurkivka (în ucraineană Юрківка) este un sat în comuna Velîka Mîhailivka din raionul Rozdilna, regiunea Odesa, Ucraina.

## Demografie
Componența lingvistică a localității Iurkivka
     Ucraineană (77,92%)
     Rusă (19,48%)
     Română (2,6%)
Conform recensământului din 2001, majoritatea populației localității Iurkivka era vorbitoare de ucraineană (77,92%), existând în minoritate și vorbitori de rusă (19,48%) și română (2,6%).